# Les formes : Peintures
Les formes : Peintures est un ensemble de cinq peintures de Daniel Buren, rayées de bandes verticales blanches et noires, dissimulées derrière cinq peintures de la collection du musée national d'Art moderne, au sein du centre Georges-Pompidou, à Paris. Chaque bande verticale du tissu est large de 8,7 cm. La dimension de chaque peinture dépend de celle derrière laquelle elle est dissimulée, encadrement compris.